# Chicharrón (musikalbum)
Chicharrón är Chicharróns debutalbum utgivet den 20 juni 2014 på konstnärligt kollektivet Prenom. Albumet spelades in i studion A Ponte, i Santiago de Compostela, med Tomás Ageitos som ljudteknik. Albumet behärskades av trummisen i Triangulo de Amor Bizarro Roberto Mallo.
Bandet kom att bildas några månader innan, i början av 2014, och i detta album deltog dess sina ursprungliga medlemmar: Alberto M. Vecino (gitarr, sång), Diego Gende (gitarr, basgitarr) och Rubén Domínguez (keyboard, piano, sång). Alex Marban, David Iglesias, och Tomás Ageitos samarbetade också.

## Låtlista
Alla låtar är skrivna och komponerade av Chicharrón. 
| Nr  | Titel                                                                 | Längd |
| --- | --------------------------------------------------------------------- | ----- |
| 1.  | Caída horizontal (infraleve)                                          | 2:32  |
| 2.  | Peluquero de maíz                                                     | 2:42  |
| 3.  | Resbalando por gargantas que me devolverán a ti                       | 3:09  |
| 4.  | Ha llegado el tiempo de los asesinos                                  | 2:14  |
| 5.  | El amor no aguanta un mareo                                           | 1:45  |
| 6.  | Que no te conozcan por lo que haces                                   | 1:52  |
| 7.  | Definitivamente inacabado                                             | 3:09  |
| 8.  | Por mi grandísima culpabilidad                                        | 3:18  |
| 9.  | Tú también tienes armas                                               | 3:46  |
| 10. | Y las huellas de los lobos sobre la nieve siguen siendo lo único real | 2:24  |